# Décès en décembre 1994
Décès
- 1990
- 1991
- 1992
- 1993
- 1994
- 1995
- 1996
- 1997
- 1998

Pour une information complémentaire, voir la page d'aide.

| Date         | Nom                 | Activités                                                                                          | Âge | Source |
| ------------ | ------------------- | -------------------------------------------------------------------------------------------------- | --- | ------ |
| 1er décembre | Akeem Anifowoshe    | boxeur nigérian                                                                                    | 26  |        |
| 3 décembre   | Jean Biatarana      | homme politique français                                                                           | 79  |        |
| 4 décembre   | Roger Stéphane      | écrivain et journaliste                                                                            | 75  |        |
| 6 décembre   | Annette Thommessen  | militante française                                                                                | 62  |        |
| 7 décembre   | Pierre Cloarec      | coureur cycliste français                                                                          | 85  |        |
| 7 décembre   | Elga Andersen       | actrice, chanteuse et productrice allemande                                                        | 59  |        |
| 8 décembre   | Tom Jobim           | musicien brésilien                                                                                 | 67  |        |
| 9 décembre   | Max Bill            | architecte, peintre, sculpteur, graphiste, artiste, professeur d'université suisse                 | 85  |        |
| 10 décembre  | Henry Bernard       | architecte et urbaniste français                                                                   | 82  |        |
| 11 décembre  | Avet Terterian      | compositeur arménien                                                                               | 65  |        |
| 12 décembre  | Jabra Ibrahim Jabra | romancier, poète, critique, dramaturge, mémorialiste et peintre arabe palestinien                  | 75  | (en)   |
| 12 décembre  | Stuart Roosa        | astronaute américain                                                                               | 61  |        |
| 13 décembre  | Antoine Pinay       | homme politique français                                                                           | 102 |        |
| 15 décembre  | Djamel El Okbi      | footballeur algérien                                                                               | 55  |        |
| 15 décembre  | Oscar Bidegain      | chirurgien et homme politique français                                                             | 89  |        |
| 18 décembre  | Phil Bengtson       | joueur et entraîneur de football américain                                                         | 81  |        |
| 18 décembre  | Roger Apéry         | mathématicien français d'origine grecque                                                           | 78  |        |
| 20 décembre  | Angel Alonso        | peintre français d'origine espagnole                                                               | 71  |        |
| 20 décembre  | Cyril Ponnamperuma  | chimiste sri lankais spécialisé dans l'abiogenèse                                                  | 71  |        |
| 23 décembre  | Paul Georges Klein  | peintre et dessinateur français                                                                    | 85  |        |
| 23 décembre  | Sebastian Shaw      | acteur britannique                                                                                 | 89  |        |
| 24 décembre  | Rossano Brazzi      | acteur italien                                                                                     | 78  |        |
| 24 décembre  | John Osborne        | auteur dramatique, scénariste et acteur britannique                                                | 65  |        |
| 25 décembre  | Sándor Bökönyi      | paléozoologue hongrois                                                                             | 68  |        |
| 26 décembre  | Robert Emhardt      | acteur américain                                                                                   | 80  |        |
| 26 décembre  | Pietro Pavan        | cardinal italien, recteur de l'Université pontificale du Latran                                    | 91  |        |
| 28 décembre  | Philippe Morisson   | peintre, auteur de collages et graveur (lithographe et aquafortiste) abstrait géométrique français | 70  |        |
| 31 décembre  | Woody Strode        | joueur de football américain et acteur américain                                                   | 80  |        |